# Prêtreville
Prêtreville – miejscowość i gmina we Francji, w regionie Normandia, w departamencie Calvados.
Według danych na rok 1990 gminę zamieszkiwało 328 osób, a gęstość zaludnienia wynosiła 29 osób/km² (wśród 1815 gmin Dolnej Normandii Prêtreville plasuje się na 570. miejscu pod względem liczby ludności, natomiast pod względem powierzchni na miejscu 428.).